# Michael Wittmann

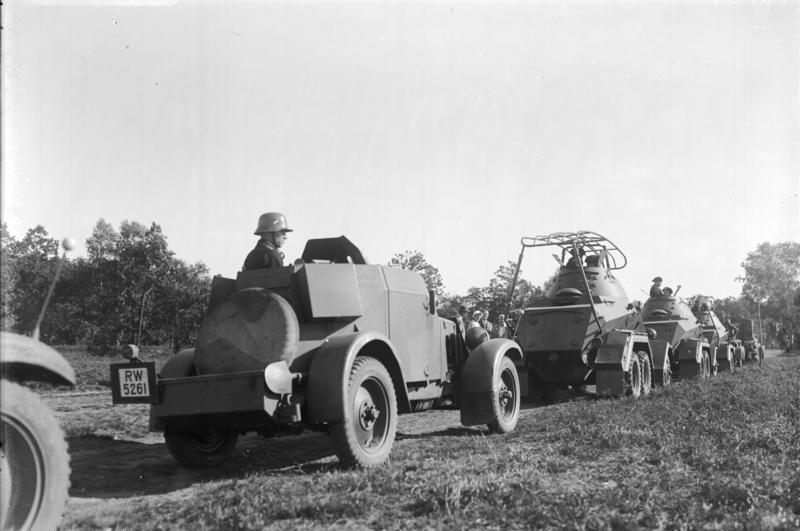
Sd.Kfz. 222 menetoszlop (Panzerspähwagen)

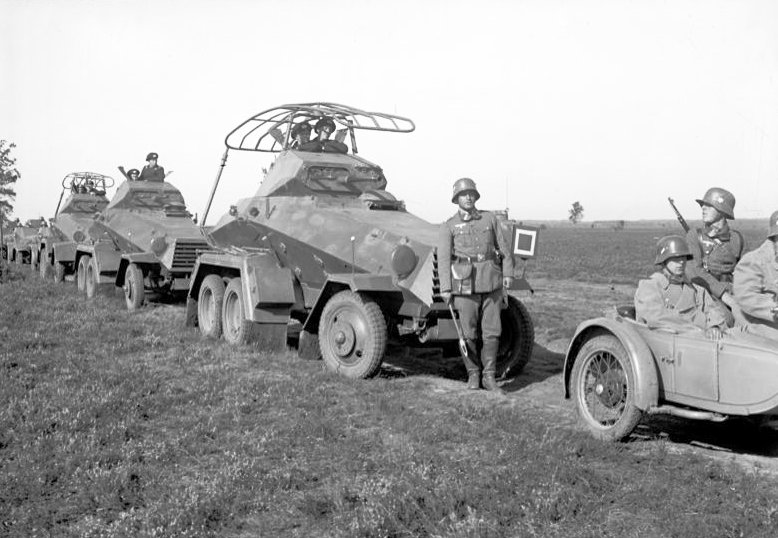
Az Sd.Kfz. 232-es

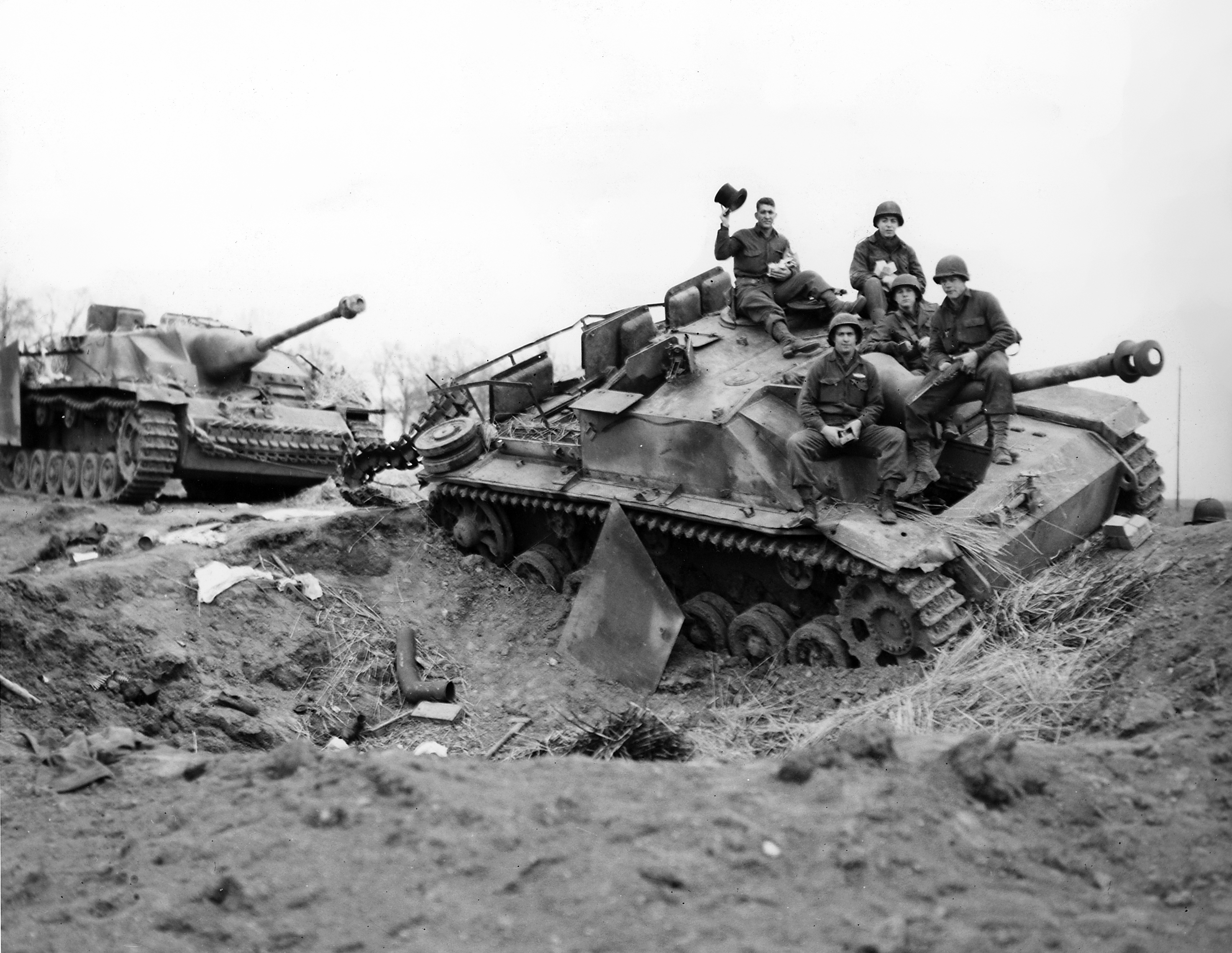
Stug III-as a harctéren

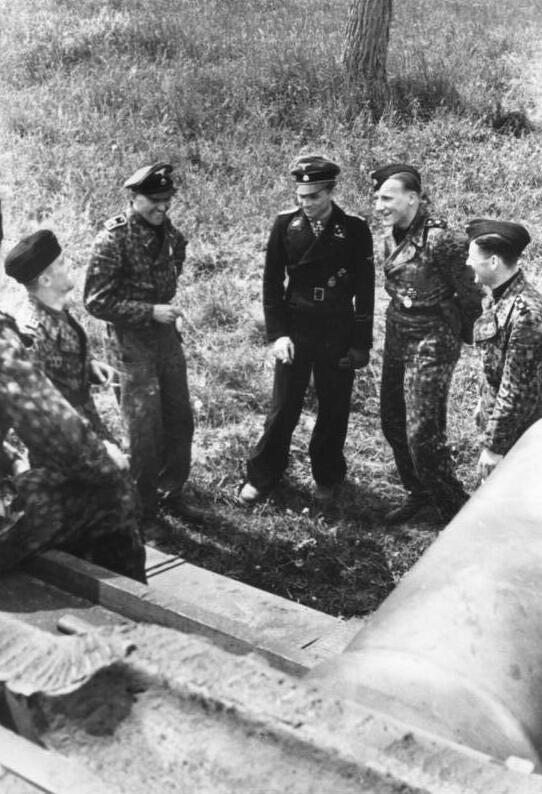
Michael Wittmann, a csapat és a 205-ös toronyszámú Tigris, 1944. májusa

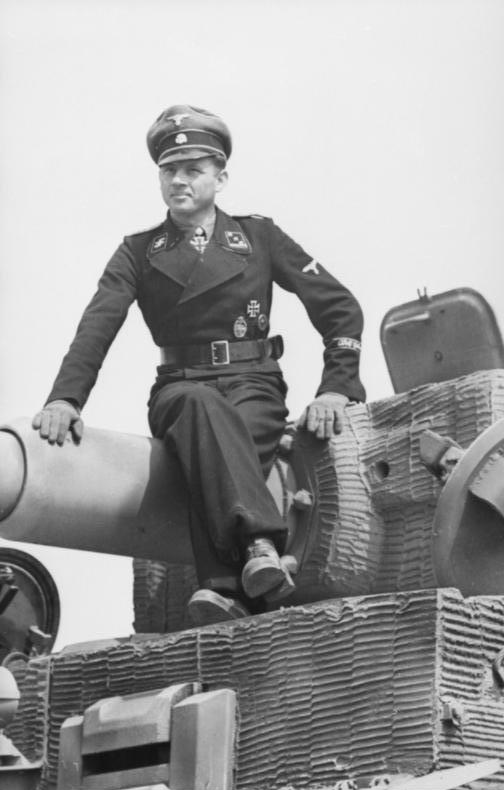
Ugyanaz a Tigris és ugyanaz a dátum

Michael Wittmann SS-Hauptsturmführer (Vogelthal (Dietfurt an der Altmühl része), 1914. április 22. – 1944. augusztus 8.; a Caentől délre fekvő Saint-Aignan-de-Cramesnil közelében), a 101-es nehéz SS-páncélososztály 2. századának parancsnoka. A második világháború egyik legsikeresebb páncélosparancsnokaként a náci propaganda hőssé magasztalta.

## Élete
Michael Wittmann 1914. április 22-én a bajorországi Vogelthalban született. Apja, Johann jómódú, földműves gazda volt, akit nem tett tönkre az első világháborút követő politikai zűrzavar és infláció, ezért megfelelő iskoláztatást tudott biztosítani fiának. Az általános iskola elvégzését követően szülei gazdaságában dolgozott, amit egy rövid tejüzemi munka követett. 1934 februárjában önként jelentkezett az Önkéntes Munkaszolgálatba (FAD – Freiwiliger Arbeitsdienst). Ez a munkaszolgálat – melyet részben a hadsereg irányított – munkanélküli fiatalok millióinak biztosított munkát. Az NSDAP hatalomra kerülése után a különböző munkaszolgálatokat államosították, majd kötelezővé tették, és a katonai szolgálat megkezdése előtt minden német férfi egy hónapig dolgozott a Birodalmi Munkaszolgálat soraiban (RAD – Reicharbeitsdienst). Wittmann 6 hónapnyi önkéntes szolgálat után a 19. gyalogos ezred állományába került, mely a 7. Bajor hadosztály részeként a Wehrmachthoz tartozott. Innen őrvezetőként (Gefreiter) szerelt le és fél évig ingolstadti vasútépítő-munkásként dolgozott.
Huszonkét évesen, 1936. október 1-jén jelentkezett az SS-be a körzeti SS-toborzóirodánál. Még ugyanezen év novemberében az Allgemeinen SS 1/92-es ingolstadti Sturmjához osztották be 311623-as SS-tagszámmal. 1937. április 1-jén az SS-Verfügungstruppéba (SS-VT) helyezték át. Itt még ebben az évben kiképzést kapott az Sd.Kfz. 222 és Sd.Kfz. 232 járművekre. (Lásd Sonderkraftfahrzeug-lista)
1938. április 5-én, SS-közlegényként (SS-Schütze) kezdte meg kiképzését a Leibstandarte Adolf Hitlernél (LSSAH), ahová két évvel később – nem megfelelő testmagassága miatt – már nem vették volna fel. A 17. páncélosszázaddal felderítőként részt vett az 1938. márciusi Anschlussban, illetve októberben a Szudétavidék bekebelezésekor. November 9-én a müncheni Feldherrnhalle laktanya előtt néhány társával őrvezetőként (SS-Sturmmann) Adolf Hitler védelmét látta el (november 9-e az NSDAP emléknapja volt, minden évben megemlékeztek az 1923-as müncheni sörpuccs náci áldozatairól). 1939. április 20-án szakaszvezetővé (SS-Unterscharführer) léptették elő.

## Második világháború
Az 1939-es lengyelországi hadjáratban, majd 1940-ben Franciaország lerohanásakor az egyik felderítőosztagban szolgált. Részt vett a Rotterdam, Dunkerque, Somme, Marne környéki és flandriai harcokban a Panzerspähwagenben. Októberben átvezényelték az 5. páncélosszázadhoz, ahol StuG III rohamlövegre kapott kiképzést.
1940-ben az LSSAH-t a Balkánon vetették be, ahol StuG III-as rohamlövegével harckocsik és páncélelhárító lövegek tucatjait semmisítette meg.
Az 1941 áprilisában megkezdődött balkáni hadjárat során egyike a Leibstandarte első hat rohamlövege tüzérparancsnokainak (ezen támogató harcjárművek a tüzérségi fegyvernemhez tartoztak), és július 12-én megkapta a másodosztályú Vaskeresztet. Később, a Barbarossa hadműveletben teljesített egyik bevetéséért (november 8-án) vehette át az elsőosztályú Vaskeresztet. Közben, egy augusztusban szerzett sebesülése miatt elnyerte a sebesülési (Verwundetenabzeichen)-, november 21-én pedig a páncélos harci jelvényt (Panzerkampfabzeichen). Ekkor léptették elő SS-Oberscharführerré.
1942 júniusában továbbképzésre a Bad Tölz-i SS-Junkerschuléba (tiszti iskola) küldték, ahol decemberben hadnaggyá (SS-Untersturmführer) léptették elő. Ez új szolgálati helyet jelentett, melyet a Leibstandarte páncéloshadosztállyá szervezése tett lehetővé. 1943 elejétől az ideiglenes 13. SS-nehézpáncélos század egyik Pz IIIN támogató harckocsijának parancsnoka. A Citadella hadműveletet (kurszki páncélosütközet) megelőzően (1943. június) vehette át első, 1331 toronyszámú Tiger I páncélosát. Első bevetésén 13 harckocsit és két vontatott löveget semmisített meg.
A kurszki csatában mindjárt az első napon, július 5-én nyolc szovjet páncélost és hét páncéltörő löveget semmisített meg. A hadművelet lefújásakor Wittmann végeredménye már harminc harcképtelenné tett harckocsi és 28 löveg volt. 1943 októberében kapta meg az S04 toronyszámú, továbbfejlesztett Tigris harckocsit. Ezzel október 13-án újabb 20 T-34 és 23 löveg volt a mérlege.
1944. január 9-én páncélosával egymaga akadályozott meg egy szovjet áttörést Bergyicsev közelében, és a 88. kilőtt ellenséges páncélosa után január 14-én a Vaskereszt lovagkeresztjével tüntették ki, lövésze, Balthasar Woll 16-án vehette át a kitüntetését. Még január 30-án (a 117. kilövését követően) pedig lovagkeresztjéhez megkapta a tölgyfalombokat is (volt olyan eset, hogy egy páncéloscsatában 30 harckocsit és 28 páncéltörő löveget lőtt ki), és másnap főhadnaggyá (SS-Obersturmführer) léptették elő. Ekkor S04-es Tigrisének lövegcsövét már 117 darab győzelmi gyűrű díszítette.
Rövid szabadság következett, mialatt a propagandagépezet is igénybe vette szolgálatait, bárhol szerepelt is nyilvánosan Németországban, mindenhol hősként ünnepelték. 1944 márciusában feleségül vette kedvesét, Hildegard Burmestert, majd áprilisban újra csatlakozott a hadosztályhoz.

## Villers-Bocage
A D-Nap (a szövetségesek partraszállása) után egységével Belgiumból Normandiába helyezték át, ahová csak június 12-e estéjén érkeztek meg. A 101-es SS-nehézpáncélos-osztály 2. századának parancsnokaként a brit páncélos erőkkel került szembe. Wittmann azt a parancsot kapta, hogy biztosítsa a Caentől délkeletre fekvő Villers-Bocage mellett lévő német csapatok balszárnyát, ahol a jelentések szerint délkelet felé brit páncélos erők haladhatnak át, ami az I. SS-páncéloshadtest átkarolásával fenyegetett.
Június 13-án, a hajnali órákban érkezett meg a Villers-Bocage-tól északkeletre fekvő 213-as magaslati ponthoz és tüzelőállást foglalt el. A településre a nap folyamán az angol Sivatagi Patkányok vonultak be, a konvojt Cromwell, Churchill és Sherman Firefly harckocsikkal biztosították. Mivel Wittmann felderítési feladatot kapott, egyetlen rendelkezésre álló páncélosa volt, a sajátja. Ezzel az eggyel behatolt a községbe és tűz alá vette a legközelebbi brit harckocsikat. A brit század rövid tűzharc után megsemmisült, 4 kilőtt és egy mozgásképtelen harcjármű maradt a csatatéren. Ezután maga a konvoj következett, amelynek felvezető harckocsiját és a kísérő féllánctalpas csapatszállítót egy-egy lövéssel megsemmisítve a hadoszlop csapdába esett. Wittmann ezután végighaladt a sor mellett, és egyesével megsemmisítette az ellenséget: a 7. brit páncéloshadosztály 22. páncélosdandárjának két teljes gépesített zászlóalját. Ekkorra ért a helyszínre szakaszának másik négy Tigrise és egy Pz IV-ese. Wittmann egymagában 27 harckocsit és páncélozott járművet, szakasztársai további 30 harckocsit és féllánctalpas szállító járművet semmisítettek meg alig negyed óra leforgása alatt.
A kifogyott muníció pótlása után visszaindultak a faluba, ahol Wittmann Tigrise egy hatfontos lövegből találatot kapott, elszakadt a lánctalpa. Wittmann gyalog indult vissza az ellátóbázisra, ahol vételezett egy Pz IV-es harckocsit és újra a falu felé vette az irányt, és itt biztosan megtartotta a 213-as magaslatot. A Sivatagi Patkányok többé már nem tértek vissza páncélosaikkal, hanem a RAF repülőit küldték Wittmann ellen, amelyek 1100 tonna bombával porig rombolták a települést.
Ezért a tettéért 1944 júniusában Lovagkeresztjéhez megkapta a kardokat is.

## Falaise
Wittmann és ötfős páncélosszemélyzete 1944. augusztus 8-án Saint-Aignan-de-Cramesnil és Cintheaux között, a Caent Falaise-zal összekötő úton vesztette életét a 007-es toronyszámú Tigrisben, amely a saját, javítás alatt lévő 205-ös toronyszámú harckocsija helyett Karl-Heinz Prinz SS-Sturmbannführer járműve volt. A 12/II. SS-páncéloshadosztály 5. és 7. százada, valamint a Wittmann-osztály reggel 6 óra 30 perckor kapott menetparancsot Grainville és Hautmesnil érintésével Cintheaux megközelítésére, mivel a felderítés jelentése szerint az utóbbi települést már megszállták a szövetségesek. Délelőtt a jelentések szerint a szövetségesekkel nem találkoztak, délben viszont erős bombázótevékenységet jeleztek.
Wittmann halálának pontos körülményei ismeretlenek, a hadműveleti napló is csak a Wittmann-osztály nyolc harckocsijából megmaradt három Tigrisének visszavonulásáról ad hírt, ez a három viszont a harcálláspont védelmére visszahagyott harckocsi volt. Több feltevés és lehetőség van. Egyes beszámolók szerint egy brit Sherman Firefly harckocsi közelről kilőtt 17 fontos gránátja következtében robbant fel. Más feltételezések szerint egy brit Hawker Typhoon vadászbombázó rakétája volt. 12 óra 48 perckor Wittmann harckocsija felrobbant. Az adott időben a Northamptonshire Yeomanry mellett a német páncélosokra tüzeltek még a brit 144. Royal Armoured Corps Shermanjei, a kanadai 2. páncélosdandár, a 27. The Sherbrooke Fusiliers Regiment páncélosezrede, valamint légitámadás volt folyamatban brit Typhoon vadászbombázó részéről. Ebben a kereszttűzben viszonylag sok lehetőség adódik.
A gránát átütötte a Tigris 25 mm-es páncéllemezét és a detonáció begyújtotta a páncélos üzemanyag- és lőszerkészletét. A 25 mm-es páncéllemez a Tigris harckocsi testének felső, vízszintes részén volt, ezért sokkal valószínűbb a légitámadás, mint ellenséges harckocsi. Ugyanakkor a 12 toronyszámú Firefly 12 óra 40 és 52 perc között három Tigris kilövését regisztrálta, és 13 óra körül nem messze Wittmann halálának helyszínétől még két Panzer IV-es veszett el ugyanazon harckocsi tüzétől. A robbanás ereje letépte a tank lövegtornyát és több méterrel arrébb repítette.
Wittmann halálát két taktikai hiba okozta. Egyfelől Kurt Meyer SS-Oberführer, a 12. Hitlerjugend SS-páncéloshadosztály parancsnoka a rendelkezésére álló 42 darab páncélossal kezdeményező helyzetbe akart kerülni akkor, amikor 1200 darab szövetséges páncélos állt vele szemben, a gyalogságról nem is beszélve. A kezdeményezés azt jelentette, hogy védelmi állásaikat elhagyva, előzetes közelfelderítés és a szárnyak biztosítása nélkül küldte ki támadóékét a rejtőző szövetséges harckocsik ellen.
Másrészről Wittmann is hibázott, hiszen a parancsnoklása alatt álló 8 darab Tigrisből hármat visszahagyott védelemre egy arra rá nem szoruló állásban, miközben a maradékot egyenes menetoszlopban vezette harcba, pontosan a várakozó, beásott és álcázott ellenség elé. Ez teljesen ellenkezett minden szabályzattal és harckocsizó rutinnal, mert a támadó alakzat többek közt arra is jó, hogy némileg védelmezze a harckocsi sebezhető oldalát.
Wittmannt és legénységét egy út melletti névtelen sírba temették. 1983-ban a tetemeket exhumálták, és a La Cambe-i (Caentől 55 km-re északnyugatra) német katonatemetőben helyezték örök nyugalomra.

## Wittmann utolsó csapata
- Michael Wittmann parancsnok – élt 30 évet
- Karl Wagner irányzó-tüzér – élt 24 évet
- Günther Weber töltő-kezelő – élt 20 évet
- Heinrich Reimers járművezető – élt 20 évet
- Rudolf Hirscher rádiós lövész – élt 20 évet

## Kitüntetései
- Az SS Birodalmi vezető (Reichsführer-SS) Becsületkardja
- Az SS Halálfejes gyűrűje
- Kiváló Harckocsizó érdemrend
- fekete Sebesülési jelvény
- Vaskereszt:
  - 2. osztályú: 1941, Balkán hadjárat
  - 1. osztályú: 1941, Barbarossa hadművelet
- A Vaskereszt lovagkeresztje
  - Lovagkereszt: 1944. január 14.
  - Lovagkereszt tölgyfalombokkal: 1944. január 30.
  - Lovagkereszt tölgyfalombokkal és kardokkal: 1944. június 22.

## Mérlege
- 138 kilőtt páncélos
- 132 kilőtt páncéltörő ágyú
- 118 egyéb megsemmisített páncélozott és szállító jármű

Ez a mérleg a halála pillanatában a legjobbnak számított a teljes hadseregben (SS és Wehrmacht együtt). A háború további kilenc hónapja alatt hárman tudták túlteljesíteni.
A mérleg értékeléséhez hozzátartozik, hogy a Villers Bocage-i kilőtt harcjárművek számát senki sem ellenőrizte, Wittmann elmondása alapján számolták el neki. Az angol veszteségjelentések viszont nem támogatják sem a kilőtt járműmennyiséget, sem a járművek besorolását.

## Járművei
- Sd.Kfz. 222 Panzerspähwagen
- Sd.Kfz. 232
- StuG III
- Pz III N
- Tiger I (1331)
- Tiger I (S04)
- Tiger I (205)
- Tiger I (007)